# Molenstraat (Den Haag)

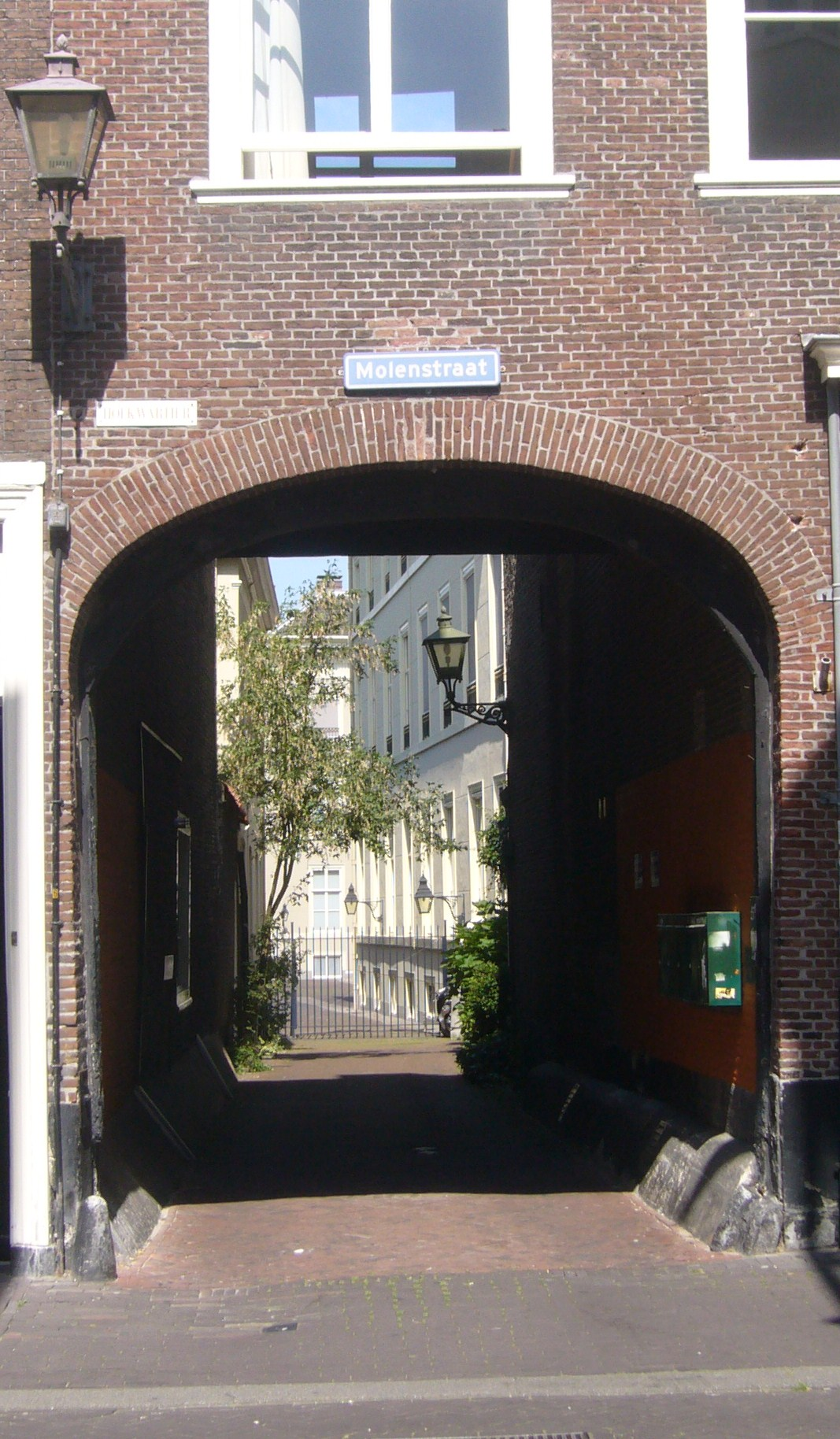
De Koningspoort

De Molenstraat in Den Haag is een winkel- en horecastraat in het Hofkwartier.
De Molenstraat is vernoemd naar een middeleeuwse korenmolen, de Nordmolen, een al in de 16e eeuw verdwenen watermolen met onderslag rad, die gestaan heeft tegenover het begin van de Molenstraat aan het Noordeinde waardoorheen aan de noordoostzijde de (destijds nog niet overkluisde) Beek loopt die de Hofvijver voedt. De Molenstraat vormde vroeger de grens tussen Den Haag en het duingebied. De straat behoort samen met de Oude Molstraat en de Juffrouw Idastraat tot de oudste straten van Den Haag. Het waren zandpaden in de duinen, vandaar hun licht slingerende vorm.
De straat verbindt het Noordeinde met de Torenstraat en loopt langs de zuidvleugel van Paleis Noordeinde. In de straat bevindt zich een oude stadspoort, de Koningspoort. Het straatje daarachter was vroeger langer maar de meeste huizen werden gesloopt om de Paleistuin aan te leggen.
In de Molenstraat staan een aantal bijzondere panden.

Even kant:
- Op nr 26 staat het Paleis Hotel op de hoek van de Oude Molstraat. Het is gevestigd in een historisch pand uit de 17de eeuw dat ooit het woonhuis was van de zuster en zwager van Louis Couperus, het echtpaar Vlielander Hein - Couperus. De schrijver logeerde hier meerdere malen. De film Eline Vere naar diens gelijknamige roman werd deels naast dit pand opgenomen. Het hotel werd in 2002 verkocht en vervolgens verbouwd tot een 4-sterren hotel met twintig kamers.
- Op nr 38, tegenover het Parkhotel, is een ingang tot de Schuilkerk der Oud-Katholieke Parochie uit 1722. Zondags wordt de ingang aan de Juffrouw Idastraat 7 gebruikt.

Oneven kant:
- Op nr 25F staat achter de Koningspoort een voormalig koffiepakhuis in neo-renaissancestijl uit 1875. Het is een rijksmonument en werd door architect Joost Heuvelink gerenoveerd.
- De Koningspoort zelf werd door Stichting Monumentenfonds gerestaureerd in 1989. De poort geeft toegang tot enkele huizen en een hek van de tuinen van Paleis Noordeinde.
- Op nr 41 was de stempelwinkel van de gebroeders Sjoerd, Bouke en Leo Wartna. Ze hadden ook een stempelfabriek in de Oog in 't Zeilstraat. Tijdens de Tweede Wereldoorlog hielpen de broers het verzet door stempels te maken voor vervalsingen van distributiekaarten en identificatiepapieren. Frans Mol was de baas van hun verzetsgroep, hij werkte voor het Gewestelijk Arbeidsbureau. Frans Mol woonde aan de Stationsweg en had een onderduiker in huis. Later bleek deze Peter Marsman een V-man te zijn, die voor de Sicherheitsdienst werkte. Op 19 juni 1944 werden Frans en Truus Mol en hun 8-jarige zoontje gearresteerd. In hun huis werden stempels gevonden. Een dag later werd de winkel in de Molstraat overvallen door Cornelis Leemhuis en Johannes Krom, twee beruchte Haagse agenten die daarna ook de fabriek binnenvielen. De broers en hun werknemer Jan Palthe werden meegenomen naar de Laan Copes van Cattenburch 6, waar het Bureau Documentatiedienst was gevestigd. Hun winkelmeisje uit de Molstraat, Aleida Schrijvers, moest via kamp Vught naar Ravensbrück en werd door de Amerikanen bevrijd. De drie broers overleefden de kampen.

- Op nr 53 staat het in art-decostijl ingerichte Parkhotel, dat onder filosofen beroemd is als de locatie waar Bertrand Russell en Ludwig Wittgenstein in december 1919 hun eerste naoorlogse ontmoeting hadden, waarbij ze het manuscript van Wittgensteins Tractatus Logico-Philosophicus bespraken. Het hotel, gebouwd in 1912, stond toen bekend als het vegetarisch hotel-restaurant Pomona. Tien jaar na het overlijden van Jacques Levi Lassen nam de Stichting Levi Lassen in 1972 Parkhotel De Zalm over. Na renovatie waren er 120 kamers en tegenwoordig heet het hotel kortweg Parkhotel. De achterkant van het hotel kijkt uit over de Paleistuin.

Verdwenen 
- De latere Koninklijke Nederlandse Meubelenfabriek H.P. Mutters & Zoon begon in 1816 een werkplaats in de Molenstraat, bij de Koningspoort. Er waren toen nog geen huisnummers, als adres werd toen E145 gebruikt. Vader Johannes en zoon Hermanus Pieter (1797) begonnen er een meubelwerkplaats, die later uitgroeide tot mogelijk de eerste meubelfabriek van Nederland. Toen in 1863 Paleis Noordeinde werd verbouwd, mocht Mutters veel leveren voor de inrichting. Mede door deze extra drukte betrok Mutters een winkel aan de Kneuterdijk (nu Van Wielik, hoek Hartogstraat). In 1867 kreeg het bedrijf het predicaat Koninklijk. Vader Mutters overleed in 1864, zoon Mutters verruilde de werkplaats aan de Molenstraat in 1866 voor een door hem gebouwde nieuwe fabriek aan de Piet Heinstraat.

De straat is nu een mengelmoes van kleine winkeltjes, cafés, lunchrooms en restaurants.